# Andreas Schreitmüller

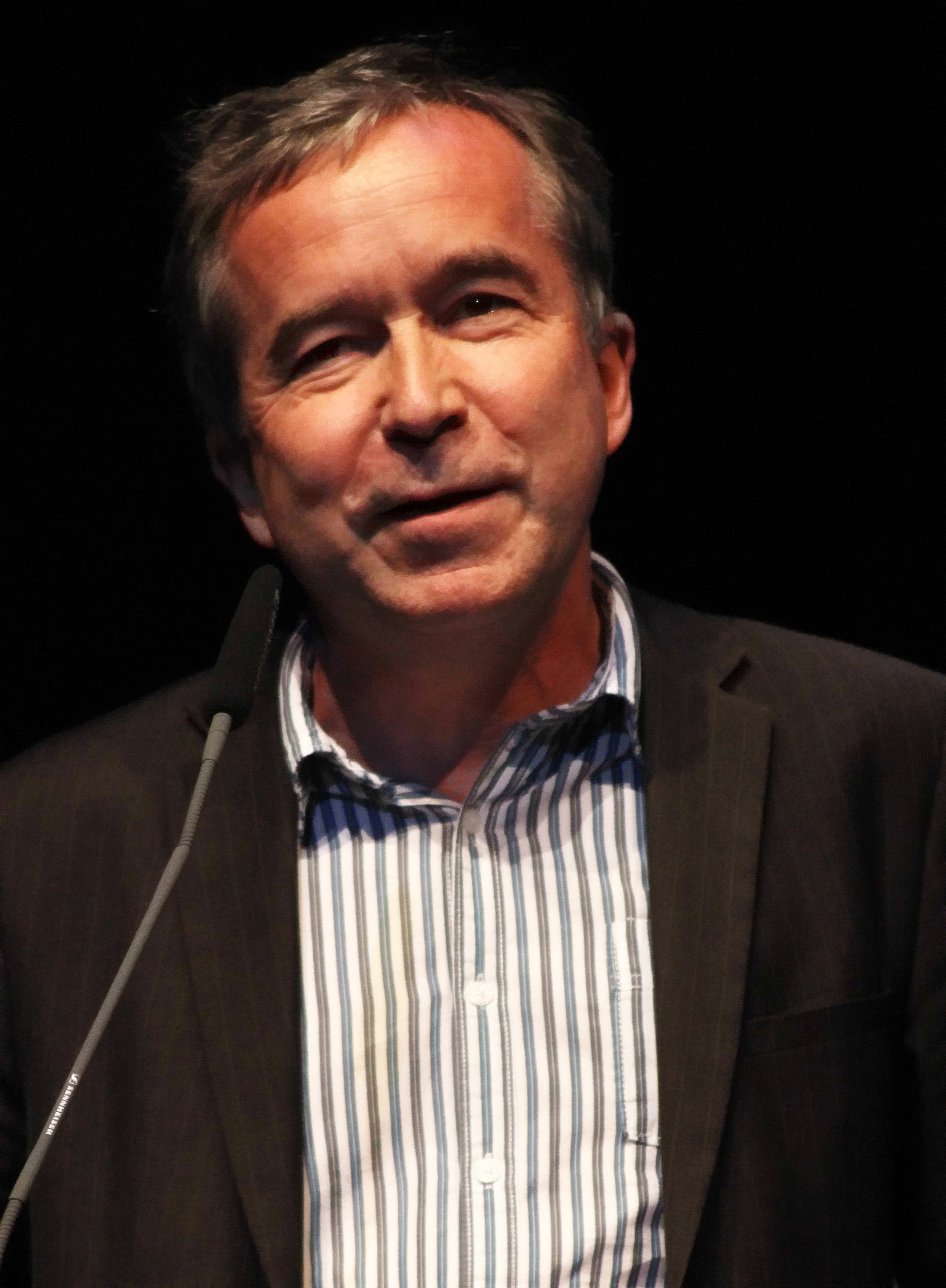
Andreas Schreitmüller beim Münchner Filmfest 2012

Andreas Schreitmüller (* 15. Mai 1956 in Konstanz) war Redaktionsleiter bei ARTE und Honorarprofessor für Medienwissenschaft an der Universität Konstanz.

## Leben
Schreitmüller studierte Linguistik an den Universitäten Konstanz und Manchester. 1980/81 war er Lehrbeauftragter an der Jiao-Tong-Universität Shanghai, anschließend von 1981 bis 1983 Stellvertretender Leiter der Internationalen Kurzfilmtage Oberhausen. Als Redakteur beim ZDF betreute er von 1984 bis 1991 zahlreiche Dokumentar- und Spielfilme sowie Videoessays, Wissenschaftsprogramme und Livesendungen. 1992 wurde er mit der Dissertation „Filmtitel“ promoviert.
Seit 1991 arbeitete Schreitmüller beim europäischen TV-Kulturkanal ARTE in Straßburg, zunächst als Leiter der Redaktion Fernsehfilm, seit 2000 zusätzlich als Leiter der Redaktion Spielfilm. Zum Jahresende 2021 wurde er pensioniert. 
Nach Lehraufträgen an den Universitäten Marburg, Konstanz, Siegen sowie an der Filmakademie Baden-Württemberg wurde er im Oktober 2000 zum Honorarprofessor für Medienwissenschaft an der Universität Konstanz ernannt.
Andreas Schreitmüller ist Mitglied der Deutschen Akademie der Darstellenden Künste, der französischen Académie des Arts et Techniques du Cinéma, der Europäischen Filmakademie sowie Gründungsmitglied der Deutschen Akademie für Fernsehen.
2011 wurde er vom französischen Kulturminister Frédéric Mitterrand zum Chevalier des Arts et des Lettres ernannt.

## Auszeichnungen
- 2007: Marler Medienpreis Menschenrechte für „Jagd nach Gerechtigkeit“
- 2011: Ordre des Arts et des Lettres (Chevalier des Arts et Lettres)
- 2011: Deutscher Fernsehpreis für „Homevideo“
- 2013: Deutscher Fernsehpreis für „Zeit der Helden“
- 2018: Deutsche Akademie für Fernsehen: Auszeichnung in der Kategorie Redaktion/Producing für Bad Banks (gemeinsam mit Caroline von Senden, Alexandra Stain und Uta Cappel)
- 2019: Bundesverdienstkreuz am Bande

## Publikationen
- Filme aus Filmen: Möglichkeiten des Episodenfilms. Oberhausen (1983)[1]
- Julius Rosenstiel genannt Ernst Iros. (mit Werner Kessl) (1984)[1]
- Ernst Iros, in: CINEGRAPH. Lexikon zum deutschsprachigen Film (1986)[1]
- Freispiele. Das kleine Fernsehspiel – Freiraum im Programm. (Herausgeber mit Eckart Stein) (1986)[1]
- Grenzbereiche und Zwischenformen. Das Beispiel ‚Film-Essay‘, in: Bilderwelten – Weltbilder. Dokumentarfilm und Fernsehen (1990)[1]
- Filmtitel (1994)[1]
- Interlinguale Relationen, in: Die lebenden Sprachen (1994)[1]
- Nachruf auf Thomas Strittmatter, in: epd Film (1995)[1]
- Erzählen müssen und erzählen können. Die neue Nebensächlichkeit im deutschen Fernsehkrimi, in: Funkkorrespondenz (1997)[1]
- Annäherung durch Reichweite. Über europäische Differenzen und deren Ausstrahlung, in: Thesis (1999)[1]
- Strukturwandel medialer Programme. Vom Fernsehen zu Multimedia. (Herausgeber mit Joachim Paech und Albrecht Ziemer) (1999)[1]
- Die Medien der Universität, in: uni’kon (2001)[1]
- Elektronischer Kitsch?, in: Kitsch – Faszination und Herausforderung des Banalen und Trivialen (2002)[1]
- Kleines Idiotikon des Filmkritikers, in: Online-Festschrift für Thomas Kuchenbuch (2005)[2]
- Alle Bilder lügen. Foto – Film – Fernsehen – Fälschung (2005)[1]
- Linguistik des Fernsehens. Zur Sprachbearbeitung von Spielfilmen, in: Festschrift für Kurt Kohn (2009)[1]
- Regeln mit Ausnahmen, in: grimme (2012)[1]
- Fallhöhen – Über Medien und Juristen, in: Festschrift für Karl-Heinz Fezer (2016)[3]

## Koproduktionen
- Westler (1985)
- Der Fall des Elefanten (1986)
- Drachenfutter (1987)
- Haitian Corner (1988)
- Daedalus (1991)
- Jenseits der Stille (1996)
- Das Leben ist eine Baustelle (1997)
- Winterschläfer (1997)
- Viehjud Levy (1999)
- Lola rennt (2000)
- Die innere Sicherheit (2000)
- Lammbock (2001)
- Good Bye, Lenin! (2003)
- Gegen die Wand (2004)
- Don’t Come Knocking (2005)
- Sophie Scholl – Die letzten Tage (2005)
- Alles auf Zucker (2005)
- Das Leben der Anderen (2006)
- Knallhart (2006)
- Der freie Wille (2006)
- Lulu und Jimi (2009)
- Im Angesicht des Verbrechens (2010)
- Die Fremde (2010)
- Drei (2010)
- Halt auf freier Strecke (2011)
- Fraktus (2012)
- Barbara (2012)
- Die andere Heimat (2013)
- Die geliebten Schwestern (2014)
- Victoria (2015)
- Every Thing Will Be Fine (2015)
- Elser – Er hätte die Welt verändert (2015)
- Vor der Morgenröte (2016)
- Paula (2016)
- Rückkehr nach Montauk (2017)
- Happy End (2017)
- The Square (2017)
- Bad Banks (2017)